# Pavonia pohlii
Pavonia pohlii är en malvaväxtart som beskrevs av Gürke. Pavonia pohlii ingår i släktet påfågelsmalvor, och familjen malvaväxter. Inga underarter finns listade i Catalogue of Life.